# Mekor Chajim

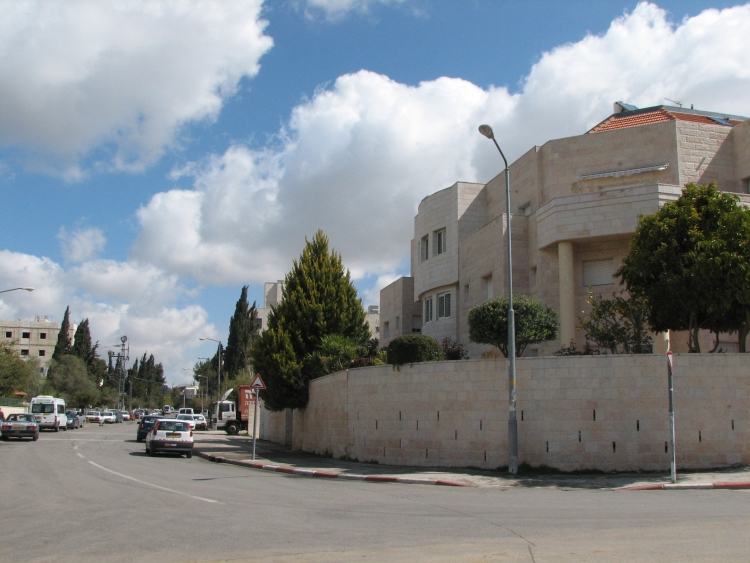
Ulice ve čtvrti

Mekor Chajim (hebrejsky מקור חיים‎, doslova „Zdroj Života“) je čtvrť v jihozápadním Jeruzalémě v Izraeli. Je pojmenována na počest bohatého židovského podnikatele Chajima Kohena, který věnoval velkou sumu peněz na zakoupení pozemků v Jeruzalémě před první světovou válkou.

## Historie
Chajim Kohen daroval finanční prostředky sionistické organizaci Chovevej Cijon, která je následně převedla Židovskému národnímu fondu, jenž za ně zakoupil 120 dunamů půdy (0,12 km2) při jižním okraji Jeruzaléma. V roce 1926 pak díky sionistickému hnutí Mizrachi na tomto území vznikl Mekor Chajim. Ten byl projektován jako vesnice s 20 malými farmami a byl stavěn podél hlavní silnice, která se rozvíjela paralelně k existující železniční trati. Každá rodina získala pozemek o ploše 2 dunamů (2000 m2) na výstavbu domu, zahradu a sad. Ze začátku měly rodiny na svých zahradách kravíny a drůbežárny. Prvním předsedou komise nové čtvrti se stal stavební dodavatel Mar Chajim. Podařilo se mu zařídit zřízení pravidelné autobusové linky společnosti ha-Mekašer mezi centrem města a Mekor Chajim. Zpočátku existoval v jižní části čtvrti jeden centrální přístup k pitné vodě. Komise vodu zakupovala od města a u tohoto přístupu umístila strážce, který sledoval kolik věder si která rodina napustí. Později byly na zahradách každého domu zbudovány vodní nádrže. Během arabských nepokojů v roce 1929 se obyvatelé čtvrti ukryli do synagogy, která byla postavena jako pevnost.
Mekor Chajim se díky své poloze mezi arabskými vesnicemi Malcha a Bajt Safáfá daleko od židovských čtvrti stal cílem arabského ostřelování a od prosince 1947 též obléhání. Konvoje se zásobami, které byly do čtvrti vyslány z Talpijotu byly zastaveny a poslány zpět britskou armádou. Během izraelské války za nezávislost měla ve čtvrti své postavení Hagana a místo se tak stalo dějištěm ostrých bitev.
Vybudování průmyslové zóny v Talpijotu po šestidenní válce ukončilo izolovanost této čtvrti. V polovině 80. let schválil jeruzalémský magistrát tzv. zónovací zákony, které zamezily rozvoji obchodu a zachovaly rezidenční charakter Mekor Chajim.